# Secteur hyperbolique
En géométrie, un secteur hyperbolique est une région du plan cartésien délimitée par une hyperbole et deux rayons partant de l'origine vers celle-ci. Par exemple, les deux points (a, 1/a) et (b, 1/b) sur l'hyperbole équilatère xy = 1, ou la région correspondante lorsque cette hyperbole est remise à l'échelle et que son orientation est modifiée par une rotation laissant le centre à l'origine, comme avec l'hyperbole unité. Un secteur hyperbolique en position standard part de a = 1 et b > 1 .
Les secteurs hyperboliques sont à la base des fonctions hyperboliques.

## Surface

L'aire du secteur hyperbolique est préservée par rotation hyperbolique, illustré en insérant des rectangles et en faisant pivoter un secteur hyperbolique

L'aire d'un secteur hyperbolique en position standard est égal au logarithme naturel de b.
Pour le prouver, on intègre 1/x entre 1 et b, on y ajoute le triangle {(0, 0), (1, 0), (1, 1)}  et on en soustrait le triangle {(0, 0), (b, 0), (b, 1/ b)} .
En position standard, un secteur hyperbolique correspond à un angle hyperbolique positif à l'origine, la mesure de ce dernier étant définie comme l'aire du premier.

## Triangle hyperbolique

Triangle hyperbolique (en jaune) et secteur hyperbolique (en rouge) correspondant à l'angle hyperbolique u, à l'hyperbole équilatère (d'équation y = 1/x). Les branches du triangle mesurent fois les cosinus et sinus hyperboliques de u.

En position standard, un secteur hyperbolique détermine un triangle hyperbolique, correspondant au triangle rectangle avec un sommet à l'origine, la base sur le rayon diagonal y = x, et le troisième sommet sur l'hyperbole xy = 1, avec l'hypoténuse étant le segment de l'origine au point (x , y) sur l'hyperbole. La longueur de la base de ce triangle est √2 cosh u et sa hauteur vaut √2 sinh u, où u est l'angle hyperbolique approprié.
L'analogie entre les fonctions circulaires et hyperboliques a été décrite par Auguste De Morgan dans son ouvrage Trigonometry and Double Algebra (1849). William Burnside a utilisé de tels triangles, se projetant d'un point sur l'hyperbole xy = 1 sur la diagonale principale, dans son article Note on the addition theorem for hyperbolic functions.

## Logarithme hyperbolique

Unité de surface lorsque b = e tel qu'utilisé par Euler.

On sait que f(x) = xp admet une primitive algébrique sauf dans le cas p = –1 correspondant à la quadrature de l'hyperbole. Les autres cas sont donnés par la formule de quadrature de Cavalieri. Alors que la quadrature de la parabole avait été réalisée par Archimède au IIIe siècle av. J.-C. (dans La Quadrature de la Parabole), la quadrature hyperbolique nécessita l'invention en 1647 d'une nouvelle fonction : Grégoire de Saint-Vincent aborda le problème du calcul des aires délimitées par une hyperbole. Ses découvertes ont conduit à la fonction logarithme naturel, autrefois appelée logarithme hyperbolique car elle est obtenue en intégrant, ou en trouvant l'aire, sous l'hyperbole.
Avant 1748 et la publication de Introductio in analysin infinitorum, le logarithme naturel était connu en termes d'aire d'un secteur hyperbolique. Leonhard Euler a changé cela lorsqu'il a introduit des fonctions transcendantes telles que 10x. Euler a identifié e comme la valeur de b produisant une unité de surface (sous l'hyperbole ou dans un secteur hyperbolique en position standard). Alors le logarithme naturel pourrait être reconnu comme la fonction réciproque de la fonction transcendantale ex.

## Géométrie hyperbolique
Lorsque Felix Klein a écrit son livre sur la géométrie non euclidienne en 1928, il a fourni une base pour le sujet en se basant sur la géométrie projective. Pour établir une mesure hyperbolique sur une ligne, il a noté que l'aire d'un secteur hyperbolique fournissait une illustration visuelle du concept
Les secteurs hyperboliques peuvent également être dessinés depuis l'hyperbole {\displaystyle y={\sqrt {1+x^{2}}}} . L'aire de ces secteurs hyperboliques a été utilisée pour définir la distance hyperbolique dans un manuel de géométrie. 